# Kanton Saulx
Der Kanton Saulx war bis 2015 ein französischer Wahlkreis im Arrondissement Lure, im Département Haute-Saône und in der Region Franche-Comté. Sein Hauptort war Saulx. 

## Gemeinden
Der Kanton umfasste 17 Gemeinden:
| Gemeinde                      | Einwohner | Code postal | Code Insee |
| ----------------------------- | --------- | ----------- | ---------- |
| Abelcourt                     | 303       | 70300       | 70001      |
| Adelans-et-le-Val-de-Bithaine | 251       | 70200       | 70004      |
| Betoncourt-lès-Brotte         | 60        | 70300       | 70067      |
| Châteney                      | 44        | 70240       | 70140      |
| Châtenois                     | 126       | 70240       | 70141      |
| La Creuse                     | 51        | 70240       | 70186      |
| Creveney                      | 57        | 70240       | 70188      |
| Genevrey                      | 208       | 70240       | 70263      |
| Mailleroncourt-Charette       | 277       | 70240       | 70322      |
| Meurcourt                     | 307       | 70300       | 70344      |
| Neurey-en-Vaux                | 152       | 70160       | 70380      |
| Saulx                         | 672       | 70240       | 70478      |
| Servigney                     | 102       | 70240       | 70490      |
| Velleminfroy                  | 277       | 70240       | 70537      |
| Velorcey                      | 130       | 70300       | 70541      |
| La Villedieu-en-Fontenette    | 155       | 70160       | 70555      |
| Villers-lès-Luxeuil           | 305       | 70300       | 70564      |

## Bevölkerungsentwicklung
| 1962 | 1968 | 1975 | 1982 | 1990 | 1999 |
| ---- | ---- | ---- | ---- | ---- | ---- |
| 2679 | 2909 | 2767 | 3082 | 3314 | 3477 |